# Vellahn
Vellahn ist eine Gemeinde im Landkreis Ludwigslust-Parchim in Mecklenburg-Vorpommern (Deutschland). Sie wird vom Amt Zarrentin mit Sitz in der Stadt Zarrentin am Schaalsee verwaltet.

## Geografie
Vellahn ist die südlichste und flächenmäßig größte Gemeinde des Amtsbereiches. Die Bundesstraße 5 führt durch die Gemeinde. Durch das Gemeindegebiet fließen die Schaale und die in sie mündende Schilde in südwestlicher Richtung.
Umgeben wird Vellahn von den Nachbargemeinden Kogel im Norden, Wittendörp im Nordosten, Wittenburg und Toddin im Osten, Pritzier und Lübtheen im Südosten, Brahlstorf im Süden, Dersenow und Tessin b. Boizenburg im Südwesten, Bengerstorf im Westen sowie Gallin im Nordwesten.
Zur Gemeinde Vellahn gehören die Ortsteile Banzin, Bennin (mit den Orten Bennin, Schildfeld und Tüschow), Camin (mit den Orten Camin, Kützin und Wulfskuhl), Kloddram, Melkof (mit den Orten Melkof und Jesow) und Rodenwalde (mit den Orten Albertinenhof, Goldenbow, Marsow und Rodenwalde).

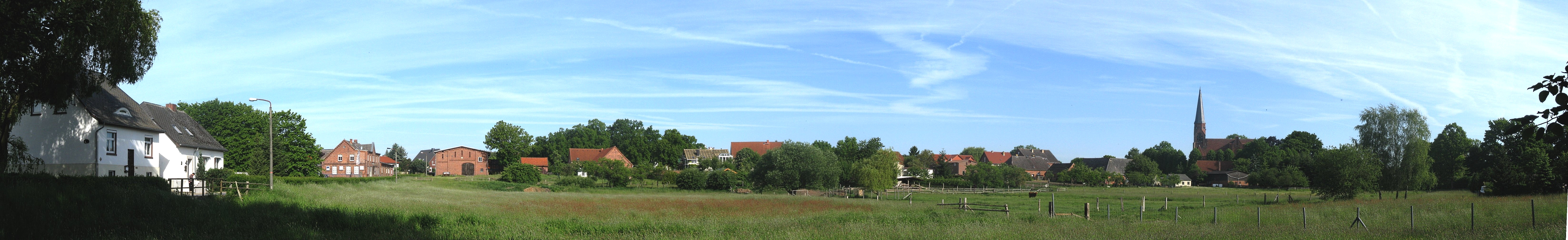
Panoramablick auf Vellahn

## Geschichte

### Vellahn
Um 1170 entstand im damals sogenannten Vilan eine romanische Feldsteinkirche. Die erste urkundliche Erwähnung erfolgte 1194 im Isfriedschen Teilungsvertrag. 1230 gehörten der Kirche nach der Aufstellung des Ratzeburger Zehntregisters 14 Dörfer an. Die Wassermühle in Vellahn war 1279 in Besitz des Klosters Zarrentin, ging jedoch 1358 an die Grafen von Schwerin. Die Kirche verfiel und wurde nach 1386 ohne Turm wieder aufgebaut. Ab 1701 gehörte Vellahn zum Herzogtum Mecklenburg-Schwerin. Von 1883 bis 1885 wurde die Kirche von Theodor Krüger zusammen mit Hermann Schlosser umgebaut.
In der zweiten Hälfte des 15. Jahrhunderts lebten in Vellahn 146 Einwohner. Diese Zahl steigerte sich bis 1700 auf etwa 200 und bis 1905 auf 644 Einwohner. Zu dieser Zeit gab es im Dorf eine Dreiklassenschule, einen Arzt, eine Apotheke, fünf Krüge, Läden und Handwerksbetriebe.
2012 wurde der Innenraum der Kirche in eine Winterkirche und ein Gemeindezentrum umgebaut.
Am 13. Juni 2004 wurden die bis dahin selbstständigen Gemeinden Banzin, Bennin, Camin, Kloddram, Melkof und Rodenwalde in die Gemeinde Vellahn eingegliedert.

### Banzin
Banzin wurde erstmals 1194 im Isfriedschen Teilungsvertrag erwähnt und zählt auch zu den im Ratzeburger Zehntregister um 1170 angeführten Dörfern. Der Name Banzin kommt aus dem Polabischen („Ort des Bąča“) und änderte im Verlauf der Geschichte seine Schreibweise. So hieß der Ort 1194 Bansin und 1348 Bantzin. Ursprünglich wurde Banzin als sogenanntes Sackplatzdorf angelegt, einer für den hochmittelalterlichen Landesausbau in der Germania Slavica typischen Siedlungsform, die sich in der Gegend häufig findet und auf eine damit einhergehende Neuordnung der Ackerflächen hinweist.
1230 bestand der Ort aus 17 Hufen und gehörte zum Kirchspiel Vellahn. Das Gut befand sich seit 1371 im Besitz der Lützow. 1652 übernahm es der schwedische Obrist Markwart Ernst von Pentz. Im Kirchenvisitationsprotokoll von 1653 wurde noch eine kleine Fachwerkkapelle mit kleinen Glocke am Bretterverschlag erwähnt. 1765 ging Banzin an Hermann Theobald von Kurtzrock. 1796 kaufte Georg Heinrich von Döring das Gut, der den Kaufvertrag sofort an Gotthard Wilhelm von Laffert auf Dammerez cedierte. Ab 1800 wechselte das Gut in den Besitz von Ernst August von Laffert, dem zu dieser Zeit auch das Gut Dammereez gehörte.
Von 1840 bis 1850 wurde das ehemalige Gutshaus („Schloß“) neu aufgebaut. Es entstand ein schlichter zweigeschossiger Bau von elf Achsen, wobei der Mittelrisalit mit einem flachen Dreiecksgiebel betont wurde. Baumeister Ludwig August Johann Gottlieb Bartning aus Schwerin entwarf den Bau, die Ziegel kamen aus der eigenen Ziegelei. Bei der Gestaltung des Parks half 1840 Hofgärtner Theodor Klett, der einzelne Baumgruppen aus Ulmen und Linden anlegte. 1861 wurde das Herrenhaus im Stil eines englischen Landhauses modernisiert und erhielt am rechten Flügel einen viereckigen Turm.
Im Sommer 1862 entstand dann das Glashaus, das nur ein Jahr später in der Zeitschrift für Bauhandwerker ausführlich beschrieben und in Plänen dargestellt wurde. Als Planzeichner wird der Maurerschüler A. Herr aus Wittenburg genannt. Ein massiv gemauerter, zugleich als Balkon dienender Anbau, zum Garten hin mit drei hohen Rundbogenfenstern gegliedert, verband das Wohnhaus mit dem eigentlichen, sechzehnachsigen Glashaus. Im Innern des Glashauses gab es einen Bereich für Warmhaus- und einen für Kalthauspflanzen. Der Anbau diente als Blumenzimmer und zugleich als Heizraum.
1897 ging das Gut in das Eigentum des Lübecker Bürgermeisters Johann Hermann Eschenburg über. Das Gut wurde 1931 für 45 Siedler aufgesiedelt. Heute steht das Herrenhaus leer und verfällt. Der Park ist verwildert.

### Bennin
Bennin wurde als Benin erstmals 1158 urkundlich erwähnt hinsichtlich der anfänglichen Ausstattung des Bistums Ratzeburg. Es gehört im Ratzeburger Zehntregister zu den ältesten Dörfern des Landes Boizenburg.
Die 1503 vom Bischof Johannes von Parkentin am Dorfrand erbaute Kirche wurde im Dreißigjährigen Krieg zerstört. Der heutige, rechteckige Fachwerkbau mit achteckigem Chorschluss wurde 1682 errichtet und dem Heiligen Dionysius geweiht. Den niedrigen, hölzernen Turm mit einer spitzen Pyramidenhaube hatte man 1868 vor die Westwand gesetzt. Die kleine Bronzeglocke hat eine Inschrift von 1660. Der Innenraum ist mit einer flachen Holzbalkendecke geschlossen. Ein spätgotischer Schnitzaltar im Chor stellt die Marienkrönung dar, darunter befinden sich Heilige und auf den Flügelgemälden sind Johannes der Täufer und Mose. Zur schlichten einfachen Ausstattung gehört die Holzkanzel und Reste eines Patronatsstuhls von 1744.
Im Juni 1964 wurde ein bronzezeitliches Hügelgrab in der Nähe des Ortes im Auftrag des Museums für Ur- und Frühgeschichte Schwerin archäologisch untersucht und dokumentiert.
Ab 1987 wurde das Kirchendach erneuert und mit Biberschwanzdachziegeln neu eingedeckt. Nach der 1991 erfolgten Innenrestaurierung wurde 1997 der Holzturm saniert und mit Kugel und Wetterfahne versehen.

### Camin

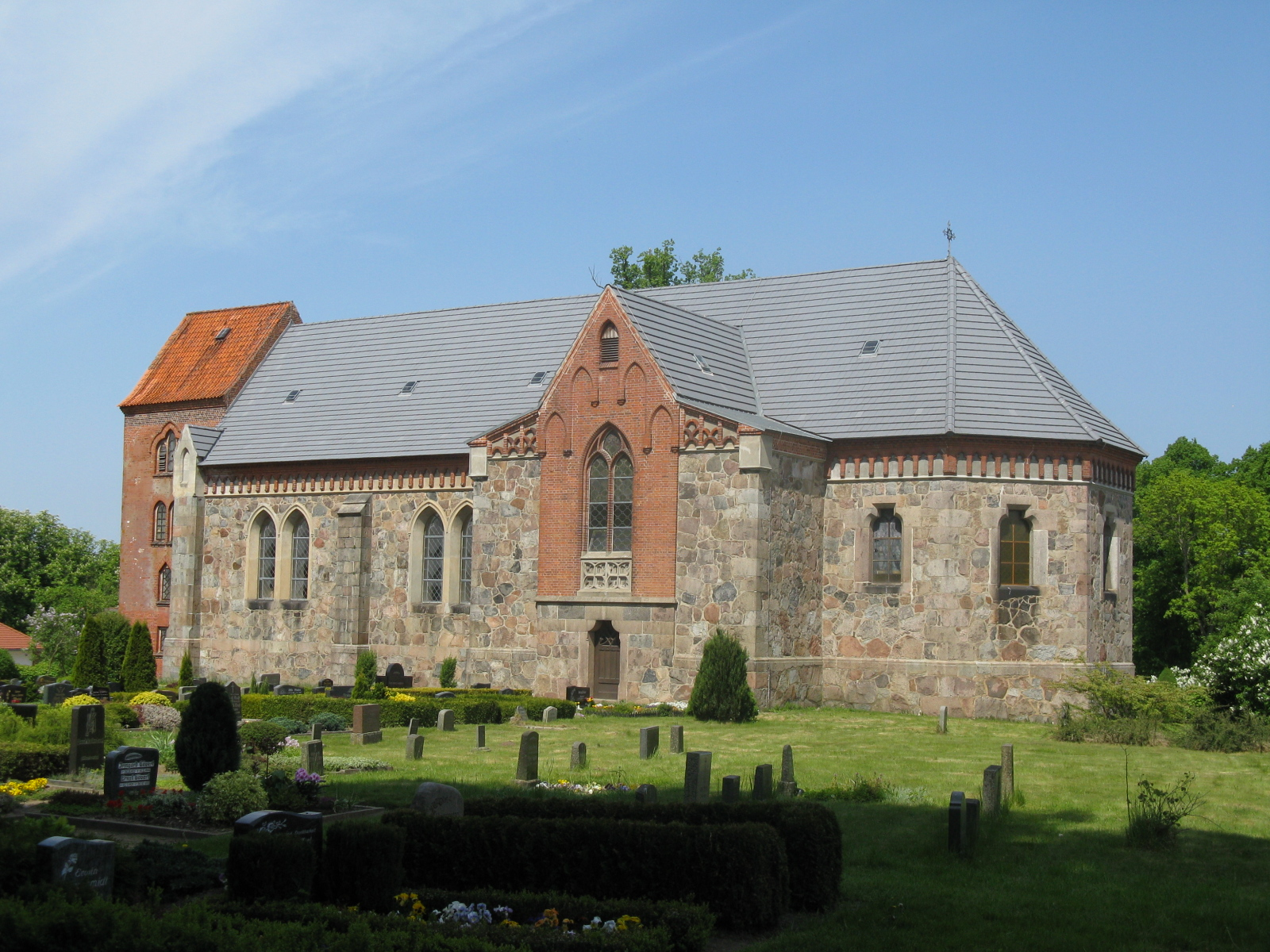
Feldsteinkirche Camin

Camin wurde 1194 im Isfriedschen Teilungsvertrag erstmals urkundlich erwähnt. Die Kirche in Camin bildete nach den Angaben im Ratzeburger Zehntregister von 1230 eine eigene Parochie, zu der die Dörfer Goldenbow, Vietow, Kogel und Dodow sowie die eingegangenen Dörfer Doddin und Holthusen gehörten. Der Name ist vom wendischen Wort kamy, kameni Stein abgeleitet und heißt Steinort. 1246 vertauschte Ludolf, Bischof von Ratzeburg, an den Ritter Bernhardus de Camin den Zehnten von vier Hufen in Molzahn gegen dieselben in Camin. Sein Nachfolger, der Ratzeburger Bischof Friedrich, bestätigte 1257 diesen Tausch und die Überlassung weiterer Dörfer an das Dom-Capitel.
Im Mittelalter stand am Zusammenfluss der Bäche Motel und Schilde die Oll Borg derer von Züle. 1291 wurde ein Volrad von Züle erwähnt. Sie waren damals Raubritter und ihre Burg wurde 1349 von Lübeckern zerstört. 1591 gehörte Camin den von Halberstadt. 1615 verkauften sie das Gut an Hartwig von Pentz auf Toddin. Auch Camin wurde im Dreißigjährigen Krieg verwüstet und die von Pentz konnten das Gut nicht mehr halten. 1664 ging es endgültig an Berend Joachim von Bülow über. Wann das erste Herrenhaus erbaut wurde, ist nicht bekannt. Sicher bestand ein solches schon zur Zeit des Hartwig von Pentz. Das Haus wurde mehrfach umgebaut, letztlich mit den roten Ziegelsteinen verblendet. Der Stufengiebel ist verschwunden und zusätzlich kam ein Geschoss hinzu. Über der Eingangstür befindet sich noch das Allianz-Wappen derer von Bülow von 1786.
Auf der Anhöhe im Dorf stand eine mittelalterliche Kirche, die dem heiligen Georg geweiht war, wie das Visitationsprotokoll von 1653 berichtet. Diese Kirche erhielt 1789 eine kleine Orgel mit sechs Registern ohne Pedal aus der Lambertikirche in Lüneburg. 1852 entschied man sich für einen Neubau der Feldsteinkirche im Stil der englischen Tudorgotik. Die Orgel gelangte nach dem Abbruch der Kirche 1853 in die Dorfkirche Dreilützow, wo sie heute noch steht. 1855 wurde die neue Kirche eingeweiht. Die Pfarre war damals reich und stiftete sogar ein Armenhaus. Der eingezogene Backsteinturm vor dem Westgiebel weist im Kern noch mittelalterliche Reste auf. Er wurde nach einem Brand 1920 verändert. Der kreuzförmige Grundriss im zweijochigen Langhaus mit zwei einfachen Sterngewölben schließt mit einem achteckigen Chor ab. Auffallend die unterschiedlichen Fensterformen, so im Chor aus gefastem Werkstein mit Schulterbogenschluss, am Langhaus als spitzbogige Zweiergruppe und im Turm mit gusseisernem Maßwerk. In den Chorfenstern sind Heiligendarstellungen, das Kreuzigungsfenster wurde 1901 von Küster Adolf Burgdorf gestiftet. Fehlstellen sind durch Vandalismus und großflächige Verluste durch eingreifende Reparaturen entstanden.
1934 erfolgte dann die Aufsiedlung und 1937 kaufte der Kammerherr von Bülow das Restgut.
1945 wurde Camin enteignet und das Herrenhaus von der Roten Armee ausgeräumt. Später wurde das Haus an die evangelische Kirche verpachtet, die dort ein Altersheim einrichtete und es Helenenheim nannte. Helene von Bülow wurde am 14. Januar 1816 als drittes von zwölf Kindern von Bernhard von Bülow auf Camin und Elise, geb. von der Lühe in Camin geboren und am 18. Januar 1816 unter der Nr. 923 in das Kloster Dobbertin eingeschrieben. Sie gründete als Diakonisse 1847 in Kleinow, heute Ludwigslust das Stift Bethlehem, das sie vierzig Jahre lang als Oberin leitete.

### Goldenbow
Gut Goldenbow gehörte zu den Besitzungen des Geschlechts Lützow. Es war Sitz des Hauses Goldenbow, eines im späten 17. Jahrhundert mit Ludolf Konrad von Lützow († 1708) wieder katholisch gewordenen Teils der Familie. Im 19. Jahrhundert gehörte das Gut zunächst der Familie von Schilden, bevor es 1852 als Familienfideikommiss an Jaspar von Bülow und seine Nachkommen gelangte. Das Herrenhaus Goldenbow, ein stattlicher wirkender Renaissance-Bau von zwei Geschossen wurde 1696, wohl als Wasserschloss, errichtet und nach 1852 umgebaut. Zur Gutsanlage gehörte der noch vorhandene runde Wasserturm.

### Jesow
Am 1. Juli 1950 wurde die Gemeinde Jesow nach Melkof eingemeindet.

### Marsow

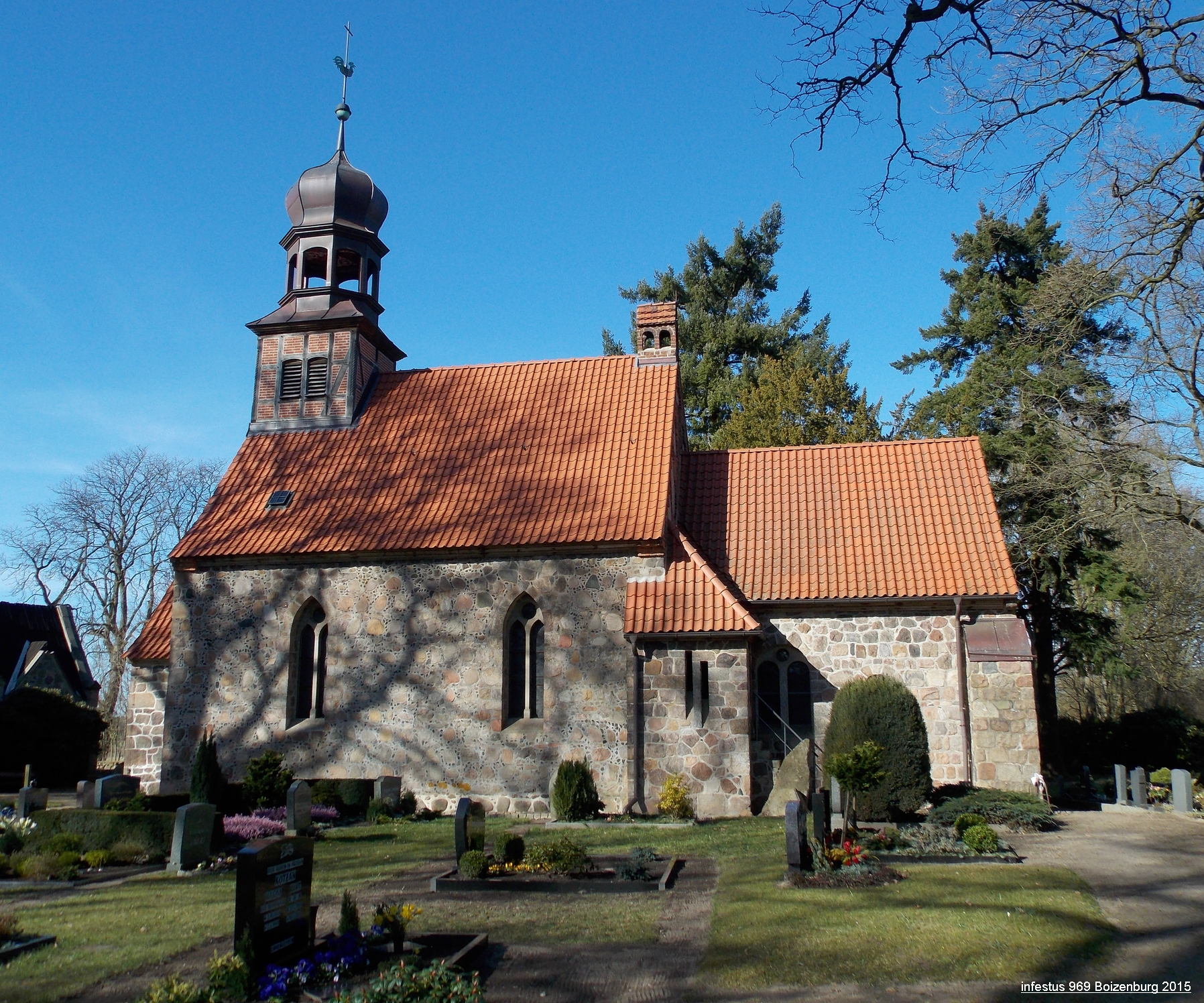
Feldsteinkirche Marsow

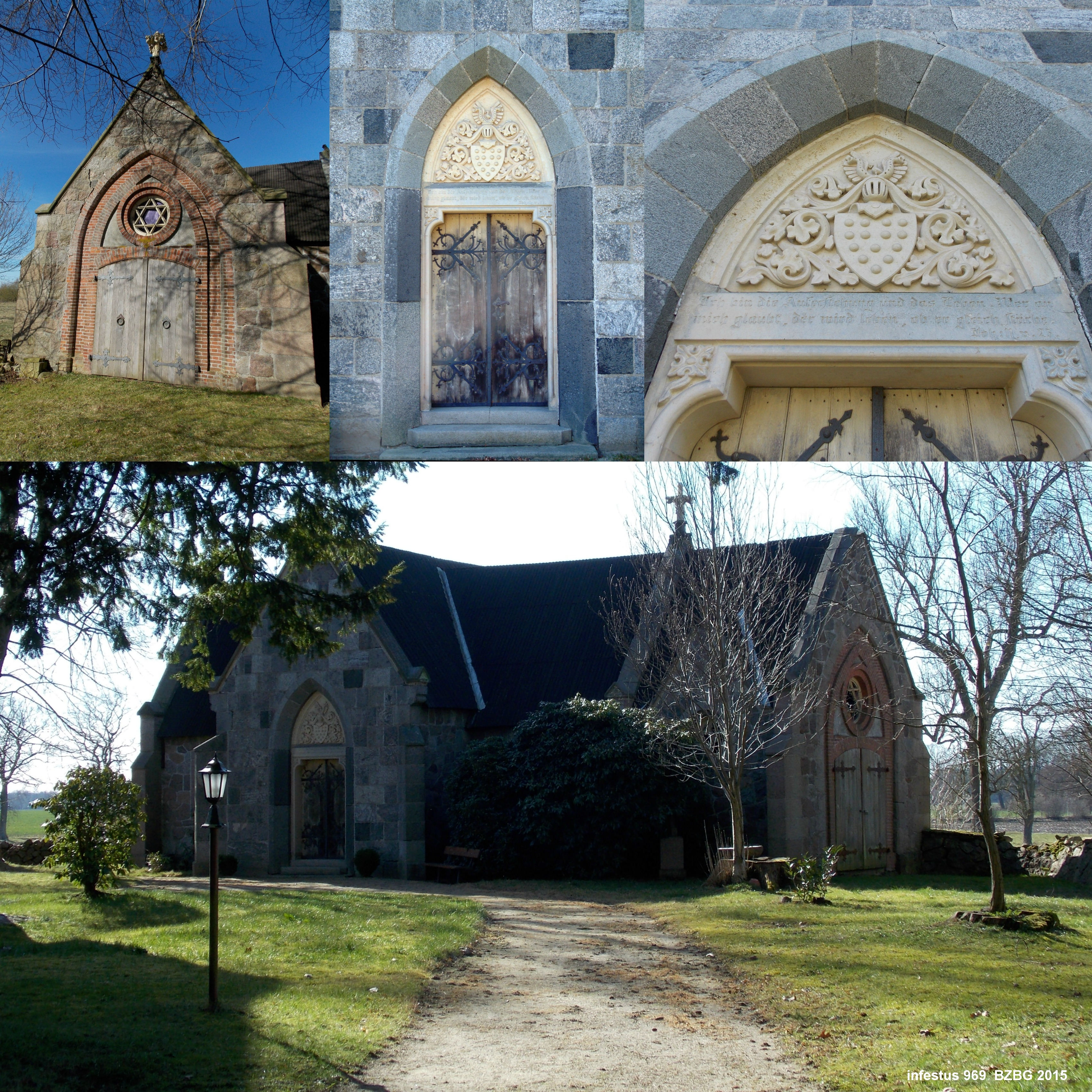
Grabkapelle

1230 wurde Marsow als Gut im Ratzeburger Zehntregister genannt. Die Marsowe Wernerus sollen das Dorf schon 1194 besessen haben. Vor 1360 ging der Besitz an die Familien Züle, die auch Zühr besaßen. Die von Züle blieben bis 1726 auf Marsow. Anna Maria von Pentz verkauft mit Zustimmung des Generalleutnant Friedrich von Züle auf Zühr Marsow den an Hofmeister Freiherr Kurt von Lützow auf Goldenbow. 1797 folgte die Familie von Schilden, die 1798 aus Teilen der Feldmark Marsow und Goldenbow das neue Gut Rodenwalde gebildet haben. Im Erbgang fiel Marsow durch Heirat 1852 an die von Bülows.
Die einschiffige Feldsteinkirche mit eingezogenem Rechteckchor in Marsow wurde in der zweiten Hälfte des 14. Jahrhunderts errichtet. Seit 1860 hatte die Familie von Bülow das Kirchenpatronat inne. Die von Bülows ließen zunächst im Westen eine Grabkapelle anfügen und 1911/1912 die Kirche komplett umbauen. Dabei entstanden der Eingangsvorbau und der Fachwerkturm über dem Westgiebel mit achtseitiger Laterne und welscher Haube. Den Westgiebel schmücken gestaffelte Backsteinrundbögen. Der Kircheninnenraum mit den beiden Schildbögen erhielt durch den Parchimer Maler Wilhelm Schomann eine Ausmalung mit biblischen Szenen, Figuren und Ornamenten.
Das Langhaus wurde mit einem Kreuzgratgewölbe eingewölbt. Im Inneren wurden ein Patronatsgestühl, eine Empore, ein Taufstein aus grauem Marmor von 1834, ein vom Generalmajor Friedrich von Züle 1725 gestifteter barocker Altaraufsatz mit Kruzifix, eine barocke Holzkanzel sowie eine vom Orgelbauer Friedrich Friese III gefertigte Orgel hinzugefügt. Die farbigen Bleiglasfenster entwarfen Wilhelm Schomann (1881–1917) und Fritz Geiges (1853–1935). Im Dachstuhl hingen drei Glocken.
Am 1. Juli 1950 wurde die Gemeinde Marsow nach Rodenwalde eingemeindet.
Die Kirche wurde ab 2001 mit Unterstützung des Förderverein zur Erhaltung der Feldsteinkirche Marsow e. V. saniert. Durch Förderung der Oetker-Stiftung konnte ein wesentlicher Bereich der Chorausmalung 2005 durch den Restaurator Heiko Brandner konserviert und restauriert werden. Aufgrund jahrelang bestehender bauphysikalischer Mängel und einer Ofenheizung mit entsprechender Schwefeldioxidbelastung und Ruß waren die Schäden in Verbindung der hohen Feuchtebelastung groß und hatten bereits an den Wandmalereien, besonders in den Sockelbereichen, zu umfangreichen Verlusten geführt. 2008 konnte die Restaurierung der Gewölbe mit Rankenmalereien auf rotem Grund nach den im Parchimer Stadtmuseum aufgefundenen originalen, farbigen Entwürfen erfolgreich fortgesetzt werden.
Etwas abseits steht die 1871 vom Hofbaurat Hermann Willebrand für die Familie von Bülow erbaute Grabkapelle. An deren Ost- und Westseite befinden sich über den Portalen Hexagramme, das Nordportal trägt oberhalb ein Relief mit dem Wappen der Adelsfamilie. Die Holztüren sind mit Zierbeschlägen geschmückt.

### Melkof

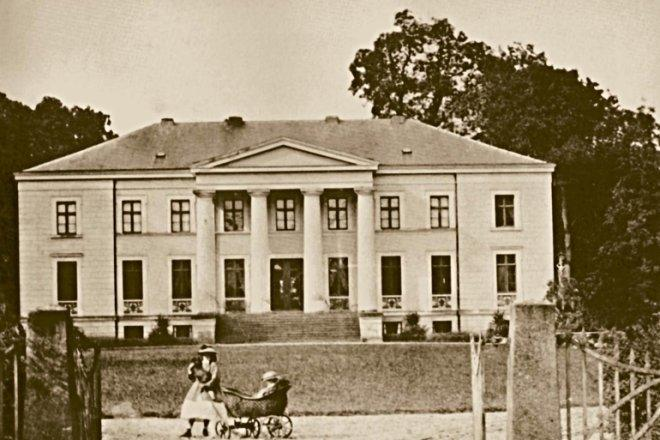
Herrenhaus Melkof zu Zeiten der Familie von Pentz

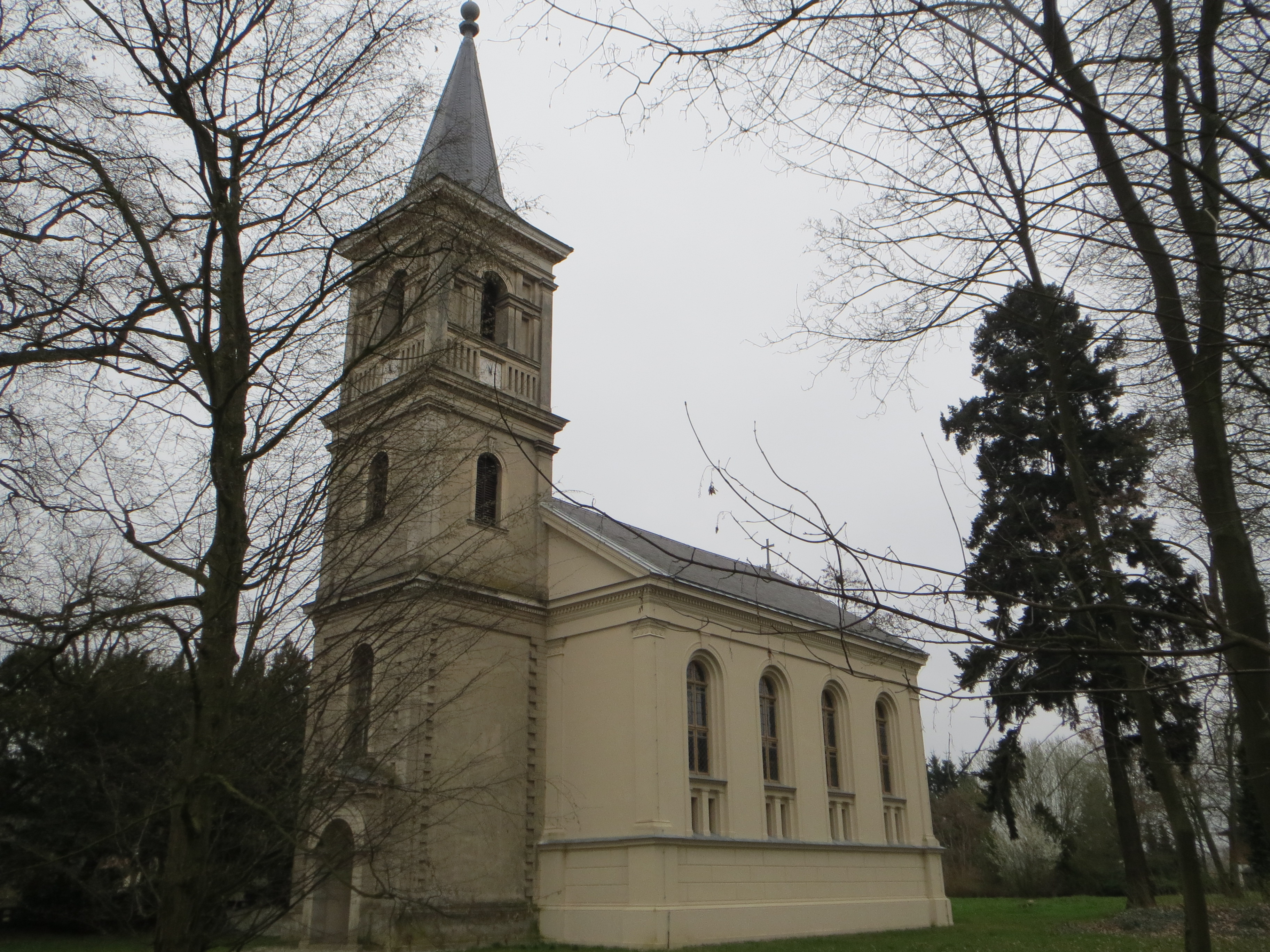
Gutskirche

Um 1230 gehörte Melkof zum Kirchspiel Vellahn. Das blieb so bis zur Fertigstellung der Gutskirche 1870.

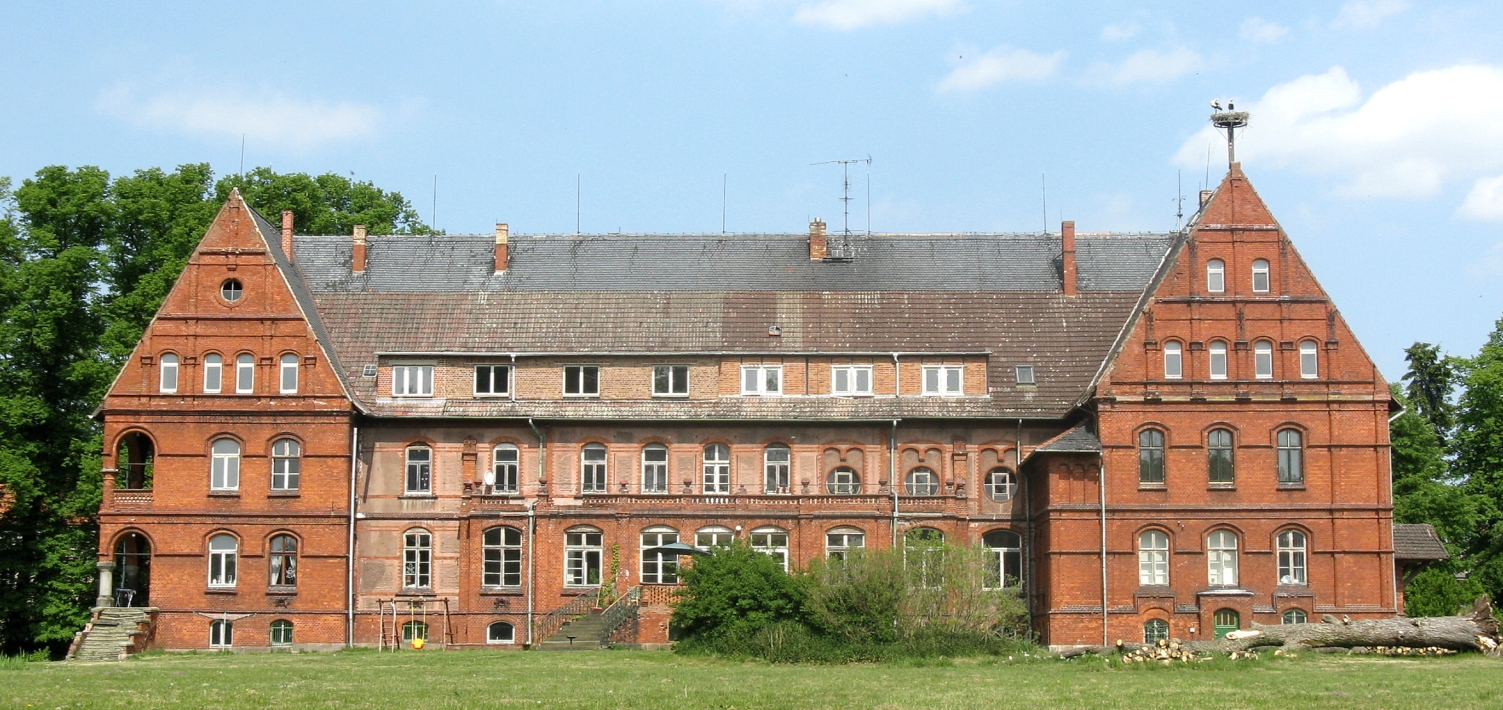
Schloss Melkof
Fast 400 Jahre (1471–1819) saßen auf dem alten Rittergut, dem heutigen Schloss Melkof, die Herren von Pentz. Ab 1819 ging Melkhof an die Familie von der Decken. Der ursprüngliche Name des Ortes Melkhof wurde vor 1890, durch landesherrliche Verfügung auf Antrag der Besitzerin, in Melkof geändert.
Gutskirche Melkof
Die Gutskirche in Melkof von 1870 wurde nach Entwürfen von Hermann Willebrand in äußerlich spätklassizistischen Formen als Neubau errichtet. Sie besteht aus dem westlich vorgesetzten Turm mit einem schiefergedeckten Spitzhelm, dem mit einem flachen Satteldach überdeckten Schiff, ebenfalls mit Schieferdeckung versehen, und dem polygonalen Gruftanbau im Osten. Alle Bauteile sind mit einem antikisierenden Dekor in der Verputzung fein ausgestaltet. Die äußeren Längswände weisen in der waagerechten Teilung der hohen, rundbogig geschlossenen Fenster bereits auf die Emporenkirche im Innern hin. Die klassizistische Architektur wird im Wandstück und der Farbfassung der Innenwände mit Pilastern, Gesimsen und Friesen fortgesetzt. Auch die auf drei Seiten umlaufenden hölzernen Emporen und der auf der Ostseite stehende Orgelprospekt sowie das Bankgestühl, alles mit edler Holzimitation überfasst, entsprechen diesem Formgut. Abweichend davon wird der Raum von einer Holzdecke in den Formen der Tudorgotik überspannt. Der Altar im Osten kennzeichnet wiederum eine neobarocke Gestaltung. Im Altarbild vom Berliner W. Schütze 1869 der aufstehende Christi, oberhalb auf Säulen und Pilastern von zwei Engeln flankiert, beidseitig auf zwei Sockeln stehen Heilige. Die Orgel (II/P/10) wurde um 1869 durch den Berliner Orgelbauer Carl August Buchholz aufgestellt, heute nicht spielbar.

Die Sanierung wurde 2008 bis 2012 durchgeführt.

### Rodenwalde
Das Gut ist nach 1752 aus Teilen der Feldmarken von Goldenbow und Marsow als Neuhof gebildet worden und gehörten der Familie von Schilden. Das Herrenhaus mit Reetdach stammt von 1715.
1852 hatte die Erbtochter Elisabeth von Schilden Jaspar von Bülow geheiratet. Der Sohn und Erbe Alexander von Bülow wurde unter Friedrich Franz II. Staatsminister in Schwerin.
1930 kaufte der deutsch-südafrikanische Geologe Dr. Hans Merensky Rodenwalde mit einem der besten Jagdreviere Mecklenburgs vom Kammerherrn Henning von Bülow. Die Gutsanlage bestand aus Wirtschaftshaus, Kuhstall, Scheunen, Schaf- und Pferdestall und reetgedeckten Fachwerkgebäuden. Merenskys Beschreibung: Das Herrenhaus, obgleich es 40 Zimmer umfaßte, war im Vergleich zu Goldebow recht einfach. Es war ein schlichter Ziegelbau mit einem steilen Strohdach und Mansardfenstern. Der Haupttrakt war bereits 200 Jahre alt, aber die Flügel mit den Schlafzimmern war erst von dem Vater des gegenwärtigen Besitzers, Alexander von Bülow, der Ministerpräsident im Großherzogtum gewesen war, erbaut worden. Entzückend war der Gutspark mit seiner Blumenpracht auf der Rückseite des Hauses. Am Schlafzimmerflügel zog sich eine Pergola hin, die den ganzen Sommer hindurch mit dunkelroten Rosen übersät war. Uralte Eichen spendeten Schatten in dem riesengroßen Park. Die Wege waren mit dicken Moos- und Flechtenteppichen bedeckt. Und immer wieder öffneten sich zwischen den Bäumen weite Rasenflächen, auf denen Rhododendrongruppen blühten.
Merensky ließ ab 1937 das Gut aufsiedeln und die Wirtschaftsgebäude nach den damaligen Anforderungen in der Landwirtschaft durch den Parchimer Architekten Werner Cords umbauen. Neu hinzu kamen Werkstätten und ein Kornspeicher. Während der kurzen Zeit, in der Merensky Rodenwalde besaß, hielt er sich nur sechs bis acht Wochen im Jahr dort auf. Trotzdem investierte er in die Neueinrichtung des Herrenhauses und in den Umbau der Landarbeiterhäuser 400.000 Mark.

### Schildfeld
Am 1. Juli 1950 wurde die Gemeinde Schildfeld nach Bennin eingemeindet. In Schildfeld hat die Stiftung Wald und Wild in Mecklenburg-Vorpommern ihren Sitz und hat im ehemaligen Pferdestall des Forsthofes Schildfeld ein Schulungs- und Begegnungsstätte.

### Tüschow

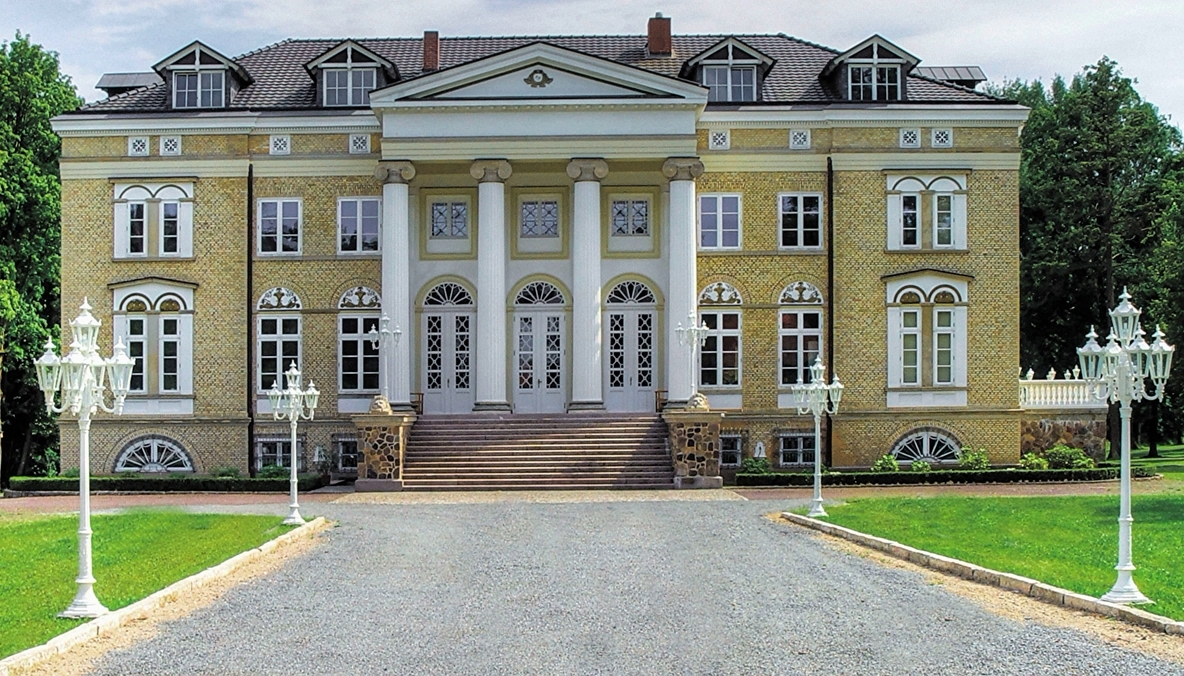
Herrenhaus Tüschow

Tüschow wurde 1230 im Ratzeburger Zehntregister als Dorf im Land Boizenburg erstmals urkundlich erwähnt. Gutsbesitzer waren u. a. die Familien von Bischwang (1500–1555), von Züle (bis 1624 oder 1689), von Scheither und von Boye (bis 1775), von Stern (1779–1913) und von Hennig (bis 1930 oder 1935). Das Gut wurde dann aufgesiedelt und ein Restgut verblieb bis 1945. Das klassizistische zweigeschossige Herrenhaus mit dem markanten Portikus stammt von 1835. Nach 1945 diente es für Wohnzwecke. Es wurde bis 2005 saniert.
Am 1. Juli 1950 wurde Tüschow nach Bennin eingemeindet.

## Bevölkerung
| Jahr | Einwohner |
| ---- | --------- |
| 1990 | 0940      |
| 1995 | 0996      |
| 2000 | 0975      |
| 2005 | 2872      |
| 2010 | 2748      |
| 2015 | 2723      |

| Jahr | Einwohner |
| ---- | --------- |
| 2020 | 2756      |
| 2021 | 2771      |
| 2022 | 2788      |
| 2023 | 2788      |

Stand: 31. Dezember des jeweiligen Jahres
Der Anstieg der Einwohnerzahl zwischen 2000 und 2005 ist auf die Eingemeindung von sechs bis dahin selbstständigen Gemeinden im Jahr 2004 zurückzuführen.

## Politik

### Gemeindevertretung
Die Gemeindevertretung von Vellahn besteht aus 12 Mitgliedern. Die Kommunalwahl am 9. Juni 2024 führte bei einer Wahlbeteiligung von 71,4 % zu folgendem Ergebnis:
| Partei / Wählergruppe                                     | Stimmenanteil 2019 | Sitze 2019 |  | Stimmenanteil 2024 | Sitze 2024 |
| --------------------------------------------------------- | ------------------ | ---------- |  | ------------------ | ---------- |
| Zukunft. Gemeinsam. Gestalten. (ZGG)                      | –                  | –          |  | 31,8 %             | 4          |
| Allgemeine Wählergemeinschaft Großgemeinde Vellahn (AWGV) | 35,2 %             | 4          |  | 27,4 %             | 3          |
| Banziner Wählergemeinschaft (BWG)                         | 11,0 %             | 2          |  | 13,9 %             | 2          |
| CDU                                                       | 26,4 %             | 3          |  | 06,9 %             | 1          |
| Einzelbewerber Alexander Grande                           | 05,5 %             | 1          |  | 06,7 %             | 1          |
| Wählergemeinschaft Kloddram (WGK)                         | 09,6 %             | 1          |  | 04,3 %             | 1          |
| Einzelbewerber Klaus Löper                                | –                  | –          |  | 03,9 %             | –          |
| Gemeinsam für Klein und Groß (GfKuG)                      | –                  | –          |  | 03,3 %             | –          |
| Einzelbewerber André Beutler-Koch                         | –                  | –          |  | 01,8 %             | –          |
| Die Linke                                                 | 08,3 %             | 1          |  | –                  | –          |
| Einzelbewerber Ralph Baade                                | 02,1 %             | –          |  | –                  | –          |
| Einzelbewerber Rembert Rump                               | 01,9 %             | –          |  | –                  | –          |
| Insgesamt                                                 | 100 %              | 12         |  | 100 %              | 12         |

### Bürgermeister
- 2019–2024: Mike Gerke (AWGV)
- ab 2024: Sebastian Baade (ZGG)

Gerke wurde bei der Bürgermeisterstichwahl am 16. Juni 2019 mit 65,2 % der gültigen Stimmen gewählt. Bei der Stichwahl am 23. Juni 2024 wurde Baade mit 65,2 % der gültigen Stimmen zu seinem Nachfolger gewählt. Seine Amtsdauer beträgt fünf Jahre.

### Wappen, Flagge, Dienstsiegel
Die Gemeinde verfügt über kein amtlich genehmigtes Hoheitszeichen, weder Wappen noch Flagge. Als Dienstsiegel wird das kleine Landessiegel mit dem Wappenbild des Landesteils Mecklenburg geführt. Es zeigt einen hersehenden Stierkopf mit abgerissenem Halsfell und Krone und der Umschrift „GEMEINDE VELLAHN“.

### Patengemeinde
Vellahn ist Patengemeinde der 4. Kompanie des Panzergrenadierbataillons 401 in Hagenow.

## Sehenswürdigkeiten
- Neugotische Dorfkirche Vellahn
- Spätgotische Fachwerkkirche in Bennin von 1682 mit hölzernem Westturm
- Gotische Feldsteinkirche in Marsow aus dem 14. Jahrhundert mit Fachwerkturm mit achtseitiger Laterne und Welsche Haube
- Neugotisches Schloss Melkof mit spätklassizistischer Gutskirche
- Schlosspark in Banzin
- Herrenhaus Goldenbow und Wasserturm
- Gutshaus Kloddram
- Herrenhaus Tüschow von 1835 mit Hofanlage und Park

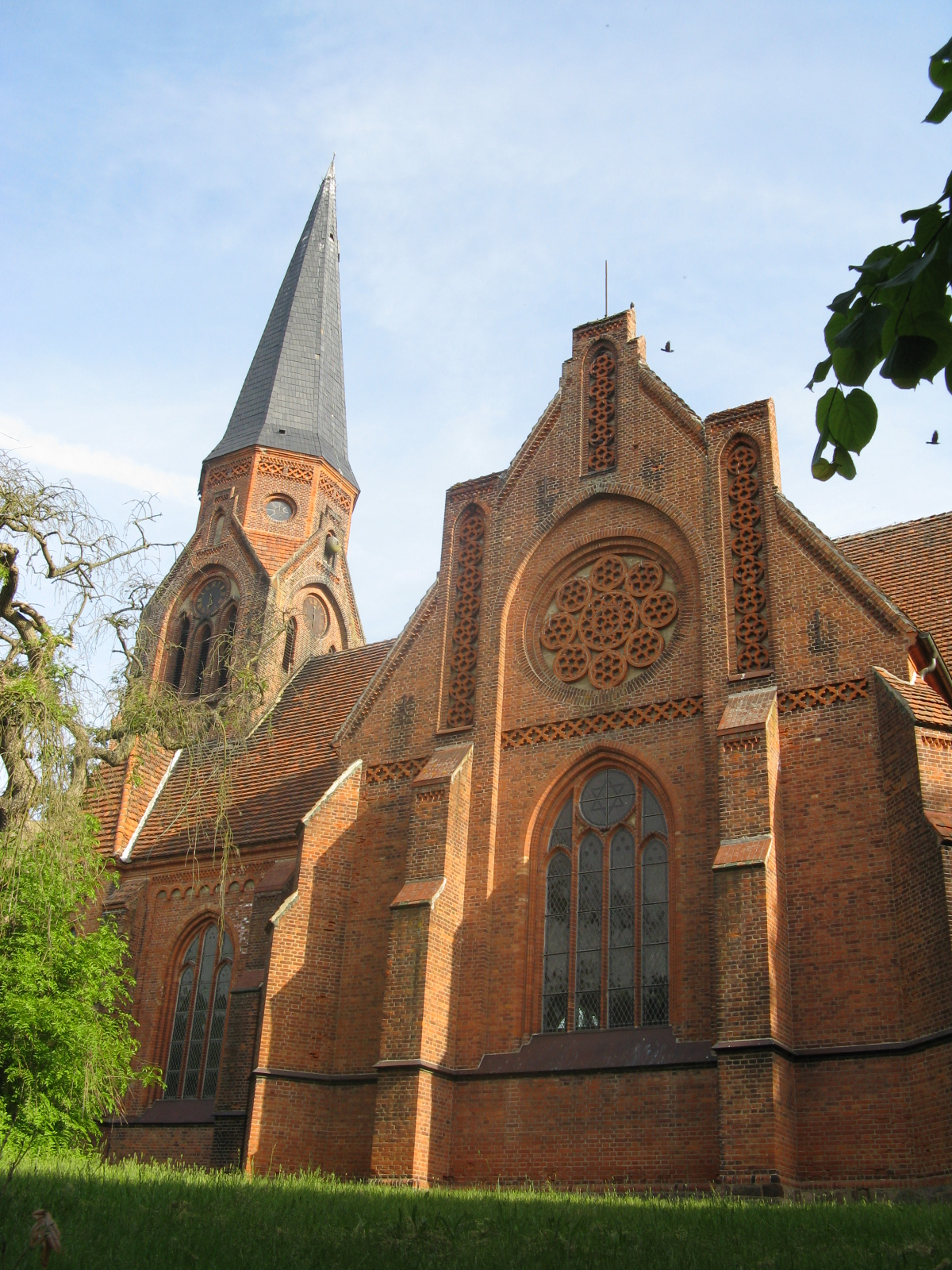
Dorfkirche Vellahn
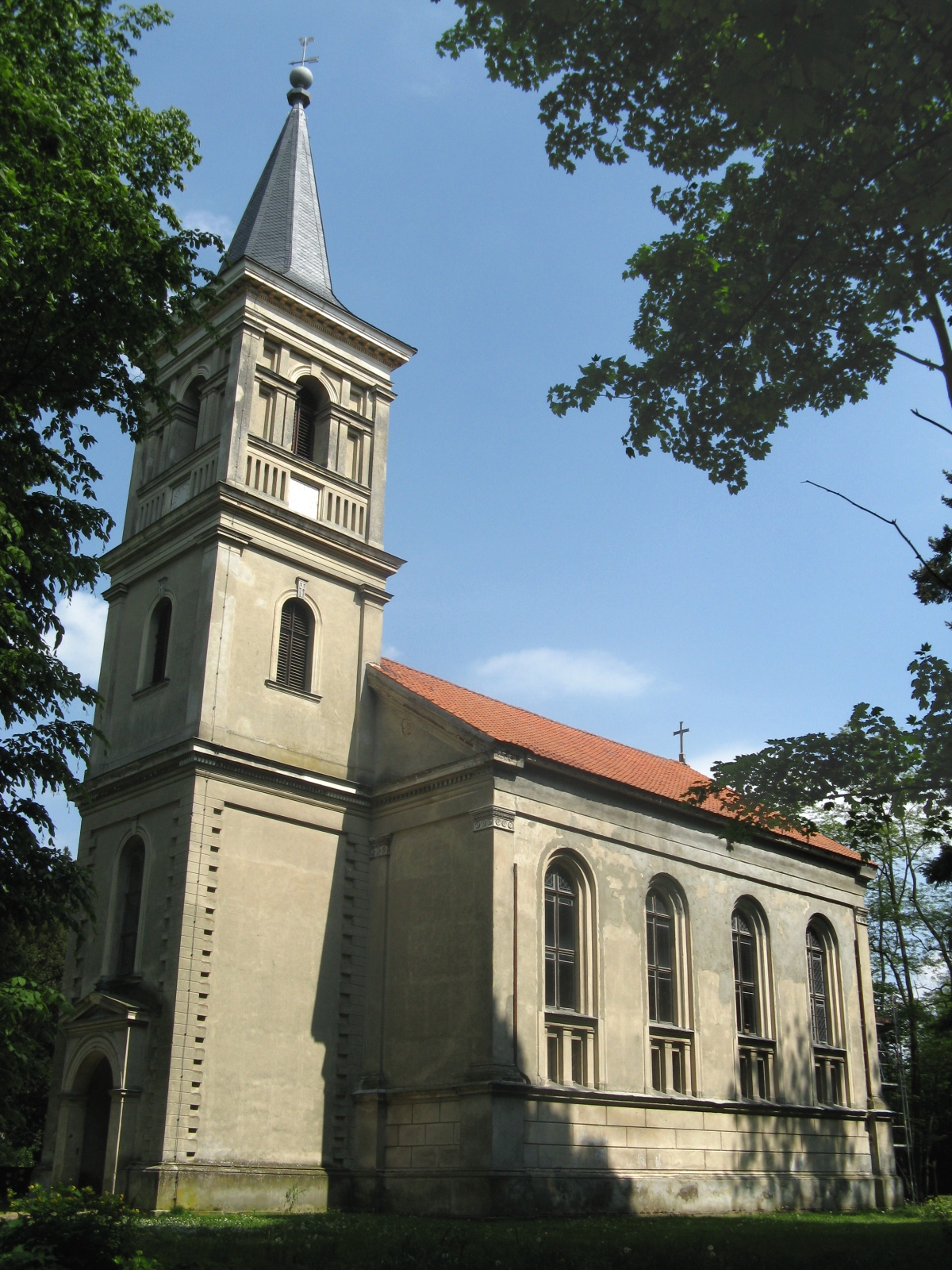
Kirche in Melkof
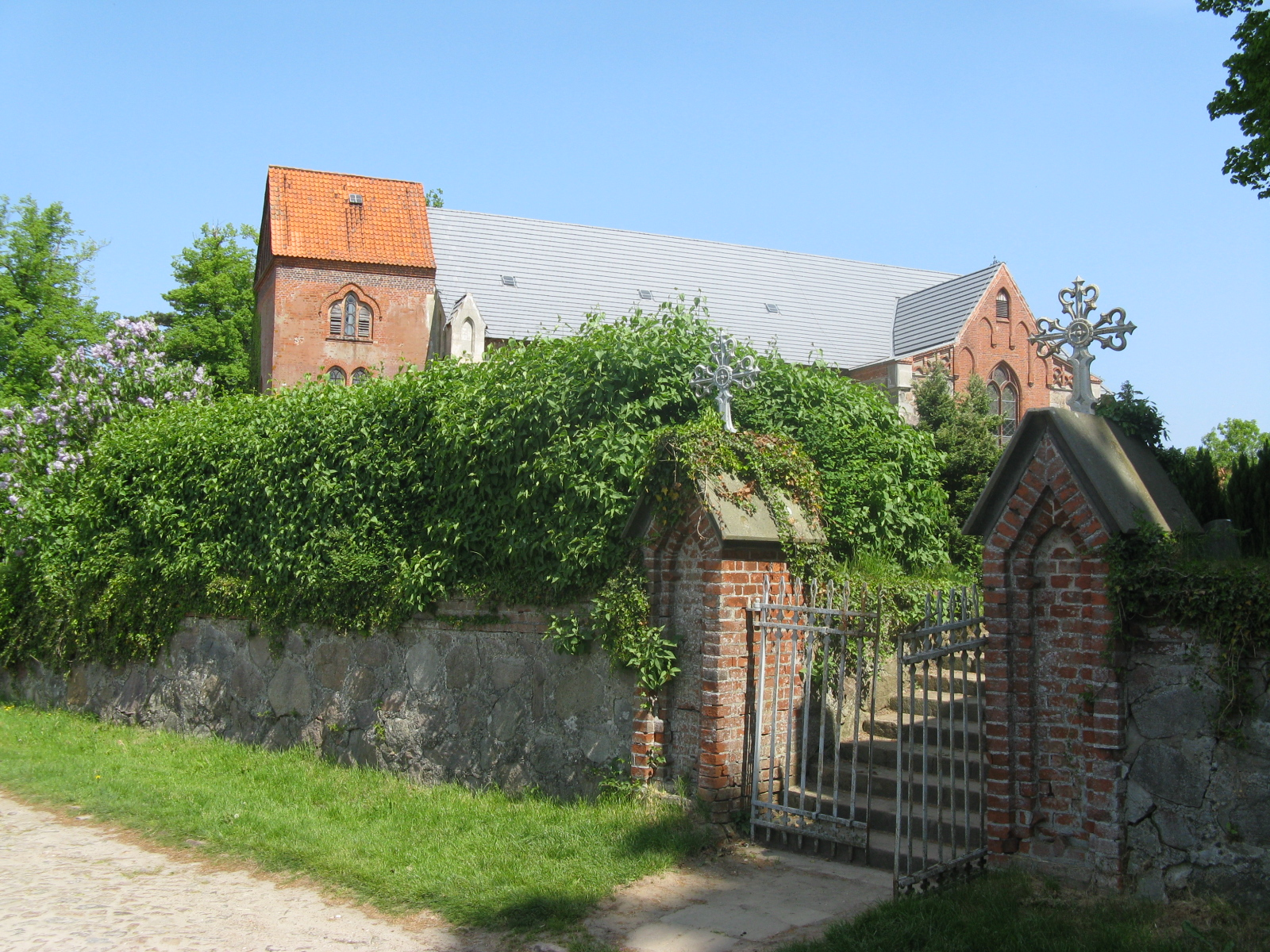
Dorfkirche Camin
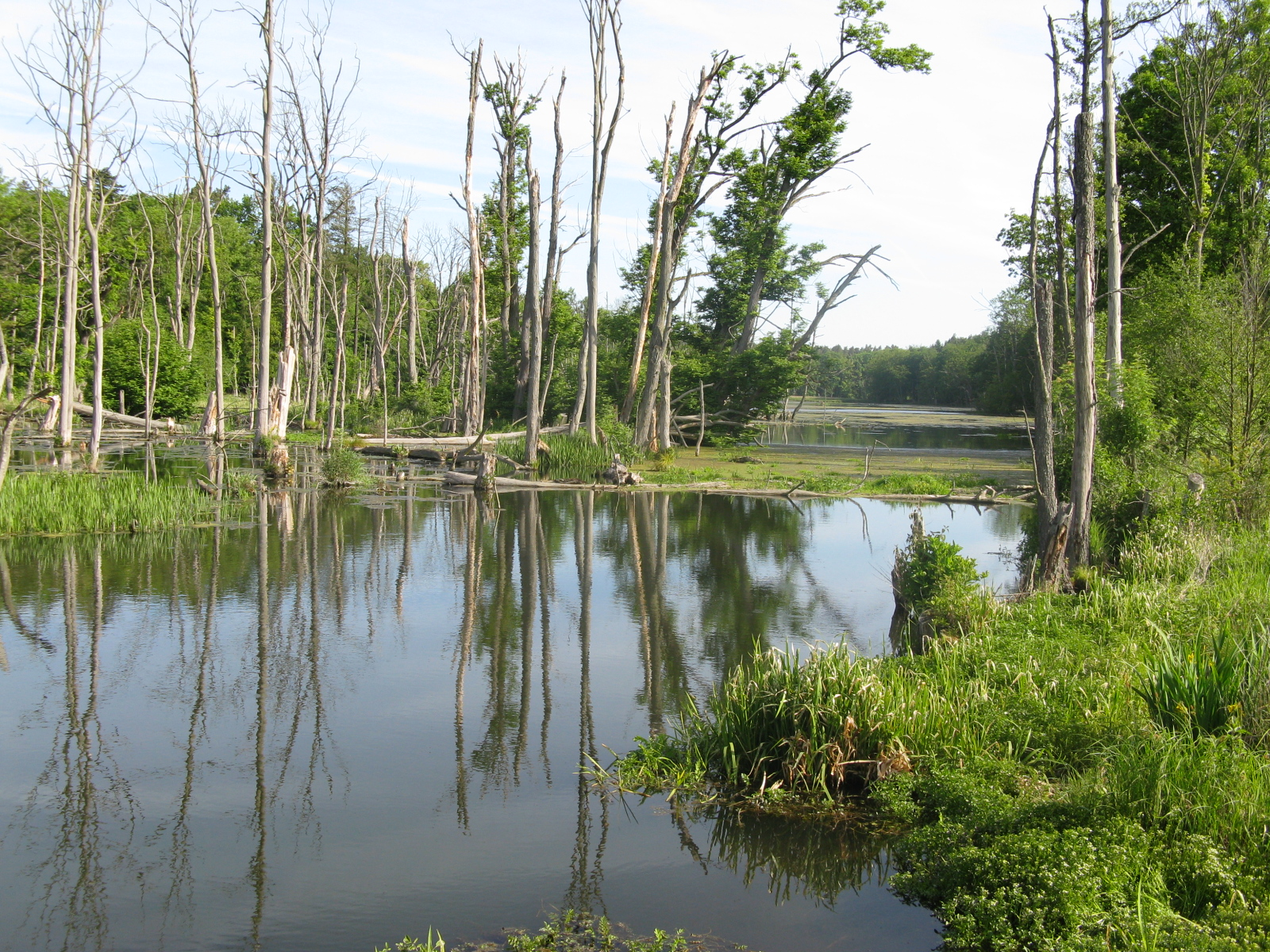
Aufgestaute Schilde in Schildfeld

## Sport
In Melkof entstand im Jahr 1997 der Reiterhof Mamalon, der von Reitern und der Jugend der Umgebung genutzt wird. Anfang 2006 wurde auf dem Grundstück eine Reithalle errichtet.

## Persönlichkeiten
- Bernhard Joachim von Bülow (1747–1826), mecklenburg-schwerinscher Diplomat und Oberhofmarschall
- Carl Alexander Bolten (1805–1899), geboren in Kloddram, Rechtsanwalt und Notar, Ehrenbürger der Stadt Rostock
- Helene von Bülow (1816–1890), geboren in Camin, Stifterin und erste Oberin des Diakonissen-Mutterhauses Stift Bethlehem in Ludwigslust
- Friedrich Chrysander (1826–1901), Händel-Forscher, Herausgeber der Händel-Gesamtausgabe, lebte zeitweise in Vellahn, gestorben in Bergedorf, in Vellahn beerdigt
- Gustav Clodius (1866–1944), geboren in Camin, Pastor in Camin und Ornithologe
- Julius von der Decken (1827–1867), Gutsherr auf Melkof, Mitglied der Mecklenburgischen Abgeordnetenversammlung
- Karl Klaus von der Decken (1833–1865), Afrikareisender, wuchs auf Melkof auf
- Eilert Tantzen (1929–2012), geboren in Marsow, Forstgeschichtler
- Karl-Ludwig Schmaltz (* 1932), geboren in Vellahn, Künstler
- Hans-Jürgen Hinrichs (1933–2015), geboren in Rodenwalde, Handballspieler und Sportfunktionär